# حارة بيت صيدة (صنعاء)
حارة بيت صيدة هي إحدى حارات حي العفيف بمديرية السبعين إحد مديريات العاصمة اليمنية صنعاء، بلغ تعداد سكانها 489 نسمة حسب تعداد اليمن لعام 2004.